# Goodbye Heartbreak
Goodbye Heartbreak è un singolo del duo musicale britannico Lighthouse Family, pubblicato nel 1996 ed estratto dal loro album di debutto Ocean Drive.
Il brano è stato scritto da Paul Tucker, Tunde Baiyewu e Tim Kellett.

## Tracce
- CD

1. Goodbye Heartbreak (Phil Bodger Mix)
2. Goodbye Heartbreak (Linslee Main Mix)
3. Ocean Drive (Mindspell's Miami Beach Experience - Radio Mix)